# Петрос Браїлас-Арменіс

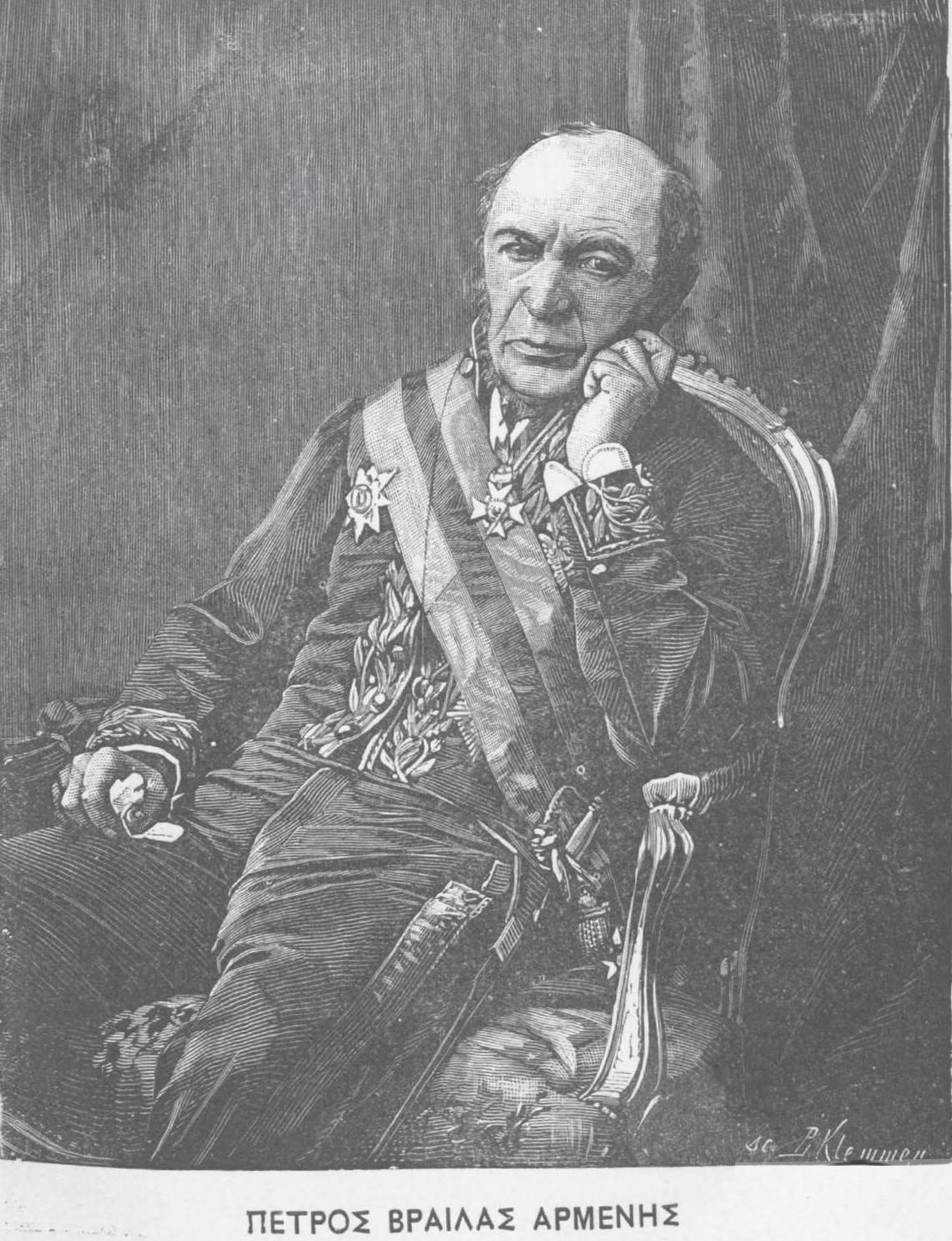
Петрос Браїлас-Арменіс

Петрос Браїлас-Арменіс (грец. Πέτρος Βράιλας Αρμένης, 1812, Керкіра — 1884, Лондон) — грецький філософ, журналіст і політичний діяч.

## Біографічні відомості
Петрос Браїлас-Арменіс народився на острові Керкіра. Освіту здобув в Парижі, на юридичному факультеті, одночасно відвідував лекції з філософії професора Віктора Кузена. 1835 року він повернувся до Греції. Брав активну участь у суспільному житті, виступав за об'єднання Іонічних островів із Грецією. 1848 року він заснував партію реформаторів, активно виступає проти радикалів. Видавав власну газету «Еллада» для пропаганди власних ідей.
1852 року його обрали депутатом, а потім президентом Іонічного сенату та членом парламенту від Керкіри. 1854 року отримав ступінь доктора філософії в Іонічній академії і почав у ній викладати. 1862 року став професором філософії в Афінському університеті, зайнявши місце нещодавно звільненого за неприйняття нового режиму Філіппоса Іоанну.
Після приєднання Республіки Іонічних островів до Грецького королівства він цілком присвятив своє життя політиці. Служив послом у Петербурзі, Лондоні і Парижі. Обирався депутатом від Керкіри до Грецького парламенту. Певний час служив міністром закордонних справ Греції. Разом з Теодоросом Деліяннісом представляв Грецію на Берлінському конгресі 1878 року. Помер в Лондоні 1884 року.

## Філософські погляди
За своїми філософськими поглядами, на які значний вплив справив Огюст Конт, належав до течії французького еклектизму. У богословських питаннях дотримувався принципу логікократії. Як науковець він значно посприяв розвитку філософської думки, його роботи відзначені нагородами наукових товариств Франції, Росії та Данії.

## Основні праці
- Про початки історичної філософії, 1843
- Про перші ідеї і принципи, 1854
- Елементи теоретичної і практичної філософії, 1862
- Філософські дослідження, 1865
- Про філософську думку грецької нації, 1875
- Послання Філофея і Євгенія, або Коротко про вчення про душу і Бога, 1877
- Про Бога, душу і моральний закон, 1879